# Limacontia olivacea
Limacontia olivacea är en fjärilsart som beskrevs av Erich Martin Hering 1931. Limacontia olivacea ingår i släktet Limacontia och familjen snigelspinnare. Inga underarter finns listade i Catalogue of Life.